# ポーリン・マーティン
ポーリン・マーティン（Pauline Martin、2002年4月9日 - ）は、ベルギーの女子バレーボール選手。ポジションはオポジット。ベルギー代表。

## 来歴

### クラブチーム
ナミュール出身。2016年、Charleroi Volleyへ入団。2017年、Topsportschool Vilvoordeへ移籍し2年間プレーした。2019年、Asterix AVO Beverenに移籍し、2019/20、2020/21シーズンのベルギー国内リーグでは連覇を果たした。2021年、再びCharleroi Volleyと契約し、1年間プレーした。2022年7月、イタリアセリエA1のヴェロ・バレー・モンツァへの加入が発表され、2022/23シーズンはセリエA1リーグで準優勝、欧州チャンピオンズリーグに出場した。2023年7月、ドイツのRote Raben Vilsbiburgへの加入が発表され、2023/24シーズンのブンデスリーガではベストスパイカー部門でトップの活躍をみせた。2024年6月、ドイツブンデスリーガのアリアンツ MTV シュトゥットガルトへの移籍が発表された。

### 代表チーム
2022年、シニア代表に初選出され、同年のネーションズリーグでデビューした。同年9-10月の世界選手権に出場した。欧州選手権、パリ五輪予選に出場した。

## 球歴
- 世界選手権 - 2022年
- ネーションズリーグ - 2022年
- オリンピック予選 - 2023年
- 欧州選手権 - 2023年

## 受賞歴
- 2024年 - 2023/24ドイツブンデスリーガ ベストスコアラー賞

## 所属クラブ
- Charleroi Volley（2016-2017年）
- Topsportschool Vilvoorde（2017-2019年）
- Asterix AVO Beveren（2019-2021年）
- Charleroi Volley（2021-2022年）
- ヴェロ・バレー・モンツァ（2022-2023年）
- Rote Raben Vilsbiburg（2023-2024年）
- アリアンツ MTV シュトゥットガルト（2024年-）